# Radio Touring 104
Radio Touring 104 è un'emittente radiofonica presente in Calabria.
Ha sede nel quartiere di Gallico Marina e trasmette in tutto il territorio di Reggio Calabria e anche nella Città metropolitana di Messina.

## Storia
L'emittente nasce il 1º marzo 1976 nella centralissima Reggio Calabria presso Palazzo Sice sita in zona Reggio Campi, negli anni successivi la radio si trasferì nel quartiere di Condera, nella storica sede di via Bruno Buozzi a pochi passi dal Lungomare, al rione Modena-Ciccarello, nella Zona Industriale di Campo Calabro a pochi passi dagli stabilimenti della Mauro Caffè e da ottobre 2021 nel quartiere di Gallico Marina.
Radio Touring in passato è stato trampolino di lancio per tanti Dj, alcuni oggi passati nelle radio nazionali, e di alcuni duo comici tra questi Battaglia&Miseferi e Auspici&Polimeni.
Radio Touring è da sempre la prima radio reggina e si conferma tra le prime radio più ascoltate in Calabria.
Da decenni l'emittente trasmette in diretta esclusiva le partite della Reggina e della Viola (tranne il periodo 2017-2020) e dal 21 settembre 2020 ritorna come radio ufficiale del sodalizio amaranto e da ottobre anche della squadra nero arancio, Reggio Calabria BIC e Volley Reghion.
Dal 1º marzo 2015 giorno del 39º compleanno viene trasmessa anche su Video Touring in radiovisione.

## Programmi
- Mezzogiorno Amaranto
- Tutti Figli di Campanaro
- Smashits Up Chart
- Casa Lopresti
- Voices
- Pasquale Caprì Radioshow
- Radiosamente
- L'arcidiavolo
- Motorsound
- Tutti i frutti
- 80 voglia di 70
- Top Hit
- Fatti i quiz tuoi
- Discoteca Contatto
- Hit by Hit
- Mix by Mix
- Touring cafè
- Trop Secret
- Touring Rockstar
- Gigi Show
- Radiocronaca Reggina 1914
- Radiocronaca Pallacanestro Viola

Alcuni di questi programmi vanno in onda in radiovisione sul canale 87 di Video Touring.

## Motti Radio Touring 104
Il primo motto originale della radio è stato "La radio del ponte", con il restyling del logo è attualmente usato "Informazione e Passione", altri motti in occasione del 40º anno di attività nel 2016 in alcuni spot viene chiamata "La prima radio reggina" mentre in passato ha condiviso il motto assieme a Radio RC International "Le prime radio reggine".

## Radio RC International
È la seconda radio del gruppo, nata a fine anni '70 trasmetteva fino a settembre 2016 nelle frequenze 103,700 MHz per il territorio di Reggio Calabria e Messina e 96,400 MHz nella Locride e trasmette solo sulla web radio del sito.
In passato la radio ha trasmesso le partite della Viola in alternativa a Radio Touring 104 quando le due principali realtà sportive disputavano le gare nello stesso orario.

## Programmi
- Radio Sveglia
- Mattinissima
- Selection
- Hit By Hit (in onda anche su Radio Touring 104)
- Discoteca Contatto Chart (in onda anche su Radio Touring 104)
- Discoteca Contatto Charts - House Edition
- Smashits Up Chart (in onda anche su Video Touring come Smashits)
- 1976 Records - I dischi della Radio In

## Motti di Radio RC International
Il motto originale della radio è da sempre "La radio IN", un altro motto usato dopo il restyling del logo è "Exclusive Sound" e in passato ha anche adottato un motto condiviso con Radio Touring 104 "Le prime radio reggine".